# Jerzy Karol Hlebowicz
Jerzy Karol Hlebowicz herbu Leliwa (1603–1669 r.) – marszałek Trybunału Głównego Wielkiego Księstwa Litewskiego w 1663 roku, wojewoda wileński od 1668, starosta generalny żmudzki od 1653, wojewoda smoleński od 1643.
Syn Mikołaja (zm. 1632 r.) i jego żony księżniczki Anny Marcybelli z Koreckich 2 voto Janowej Rakowskiej (zm. 1648).  
Rozpoczął karierę polityczną, podobnie jak ojciec, od objęcia w czerwcu 1639 r. godności podstolego litewskiego. W 1640 r. ożenił się z Katarzyną, siostrą Janusza Radziwiłła, późniejszego hetmana litewskiego. Poseł na sejm 1640 roku. W 1643 roku został wojewodą smoleńskim, w 1643 roku mianowany stolnikiem litewskim. Zajęty fortyfikacją Smoleńska nie zjawiał się zbyt często w stolicy. W marcu 1644 r., jak i w roku następnym brał udział w posiedzeniach senatu. W czasie bezkrólewia przybył do stolicy dopiero w 1648 r., by wziąć udział w elekcji i podpisać potem dyplom elekcyjny Jana Kazimierza, którego był elektorem z województwa smoleńskiego, podpisał jego pacta conventa.  Na sejmie koronacyjnym poruszał sprawę obronności Smoleńska. W 1650 r. uczestniczył w komisji wileńskiej, zajmującej się sprawą wypłaty wojska litewskiego. Rok później był komisarzem do rokowań pokojowych z Kozakami w Białej Cerkwi. Od r. 1633 był starostą oniksztyńskim i radoszkowskim. W 1653 r. został starostą żmudzkim. Na sejmie nadzwyczajnym 1654 roku wyznaczony z Senatu komisarzem do zapłaty wojsku Wielkiego Księstwa Litewskiego. W 1655 r. Hlebowicz nie poddał się Szwedom. Był uczestnikiem konfederacji tyszowieckiej w 1655 roku. Był deputatem z Senatu na Trybunał Skarbowy Wielkiego Księstwa Litewskiego w 1659 roku. W 1659 roku został mianowany komisarzem do rokowań pokojowych z Rosją. W tej funkcji rozpoczął w 1666 r. pertraktacje w Andruszowie. W rokowaniach, jako delegat Litwy odegrał dużą rolę. Był za ich ugodowym rozstrzygnięciem. Od 1659 r. pozostawał w stałej korespondencji z koniuszym litewskim Bogusławem Radziwiłłem, któremu bardzo zależało na odzyskaniu w rozmowach polsko-rosyjskich swych dóbr, pozostających w granicach Rosji. Hlebowicz za swą pracę przy podpisywaniu traktatu został mianowany w 1668 r. wojewodą wileńskim. Zaabsorbowany polityką zagraniczną, nie brał poważniejszego udziału w wewnętrznych rozgrywkach. Na sejmie abdykacyjnym 16 września 1668 roku podpisał akt potwierdzający abdykację Jana II Kazimierza Wazy. Po abdykacji Jana II Kazimierza Wazy, popierał do polskiej korony kandydaturę palatyna reńskiego Filipa Wilhelma. Nowego władcy się nie doczekał. Zmarł 18 IV 1669 roku

## Rodzina
Jego żona Katarzyna z Radziwiłłów (1614–1674), wzorem całej swojej rodziny, była gorliwą kalwinistką i w tym wyznaniu wychowywała swoje obydwie córki, za zgodą katolickiego męża. Bardzo przeżywała tumult wileński, jednocześnie hojnie wspierając Jednotę Litewską. Jej religijność nie przeszkodziła jej wzorem wielu magnatów z epoki, toczyć sporów majątkowych z kuzynem Bogusławem Radziwiłłem, a potem z opiekunami jego córki Ludwiki Karoliny Radziwiłłówny. Spory te, gdy wojewodzina Hlebowiczowa, zbrojnie najechała część majątków, rozwiązano dopiero po jej śmierci.
Jerzy Karol Hlebowicz był ostatnim męskim przedstawicielem swojego rodu. Zostawił dwie córki:
- 1. Marcybellę Annę (1641–1681) żonę od 1661 roku Marcjana Ogińskiego, kancelerza wielkiego litewskiego.
- 2. Krystynę Barbarę (zm. 1679), od 1667 roku żonę Kazimierza Jana Sapiehy (1630–1720), wojewodę wileńskiego.

Obie córki Jerzego Karola i Katarzyny Hlebowiczów przeszły na katolicyzm w parę lat po ślubie.